# Румыния на «Евровидении-1998»
Румыния во второй раз приняла участие в телевизионном конкурсе Евровидение-1998, который состоялся 9 мая в Бирмингеме, Великобритания. Возвращение страны произошло после утверждения Европейским вещательным союзом (ЕВС) нового правила о квалификации, в результате которого страны, имевшие на момент 1997 года низкий средний балл за предыдущие пять конкурсов, допускались к участию в 1998 году на место выбывших и пониженных в рейтинге участников предыдущего выпуска Евровидения. Румынию в Бирмингеме представляла певица Мэлина Олинеску с песней Eu cred. Авторами румынской заявки были композитор Адриан Ромческу, с которым Олинеску активно работала в 1997-2000 годах и поэтесса Лилиана Штефан. По итогам голосования Румыния заняла 22-е место, набрав всего 6 очков, тем самым, зафиксировав худший результат на Евровидении. Это привело к тому, что страна вылетела из конкурса Евровидение-1999 и была понижена до «пассивного участника». Поэтому, Eu cred была предшественницей румынской заявки на Евровидение-2000 The Moon в исполнении фолк-рок группы Taxi. Конкурс Евровидение-1998 был показан в Румынии на телеканале TVR 1 с комментариями от Леонарда Мирона. Глашатаем, объявлявшем очки от румынского жюри, была Анка Цуркашу.

## До «Евровидения»

### Selecţia Naţională 1998
Начиная с 1993 года, когда Румыния попыталась дебютировать на Евровидении, Телевидение Румынии (TVR) организовывало национальный отбор Selecţia Naţională. Данная организация продолжила свою работу и для выбора заявки на конкурс 1998 года. Четвёртый выпуск Selecţia Naţională состоялся 14 марта 1998 года в телестудии TVR в Бухаресте. Ведущими были Юлианна Марчус Посеа, Даниела Нане и Анка Цуркашу. Двенадцать песен было представлено в отборе, и победитель был определён путём суммы голосов четырёх региональных групп жюри, музыкальных экспертов и телезрителей. По неподтверждённым данным победительница Selecţia Naţională Мэлина Олинеску заняла второе место по голосованию телезрителей. Среди конкурсантов отбора присутствовали Паула Селинг, впоследствии представлявшая Румынию на Евровидение-2010 и Евровидение-2014; Санда Ладоши, будущая представительница Румынии на Евровидение-2004; Николета (Никола) Александру, впоследствии представлявшая Румынию на Евровидение-2003; Луминица Ангел, будущая представительница Румынии на Евровидение-2005, а также Моника Ангел и Марсель Павел, впоследствии представлявшие Румынию на Евровидение-2002.
| Порядок выступления | Исполнитель                                                                                 | Название песни          | Перевод                    | Очки | Место |
| ------------------- | ------------------------------------------------------------------------------------------- | ----------------------- | -------------------------- | ---- | ----- |
| 1                   | Паула Селинг                                                                                | "Te iubesc"             | "Я тебя люблю"             | 565  | 4     |
| 2                   | Габриель Котабицэ, Мирела Фугару, Даниела Влэдеску, Алин Опреа и Марсель Павел              | "Suntem oameni"         | "Мы люди"                  | 486  | 9     |
| 3                   | Оана Сырбу, Вирджил Попеску, Рэзван Мирикэ, Иримия Николае и Рамона Отелеа                  | "Viaţa noastră-n doi"   | "Наша жизнь вместе"        | 476  | 10    |
| 4                   | Санда Ладоши, Марина Флореа, Адриан Энаке, Аурелиан Темишан и Даниел Иордэкиоаей            | "E... e... iubire"      | "Лю...лю...любовь"         | 588  | 3     |
| 5                   | Лауренциу Казан, Алин Опреа и Тави Колен                                                    | "Sinceritate"           | "Искренность"              | 551  | 5     |
| 6                   | Лаура Стойка, Даниела Влэдеску, Люминица Ангел, Никола, Михай Александру и Аурелиан Темишан | "Europa"                | "Европа"                   | 550  | 6     |
| 7                   | Schimbul 3                                                                                  | "O altă zi"             | "Еще один день"            | 500  | 8     |
| 8                   | Сильвия Думитреску, Мариана Цуркану, Адрия Шербан и Кармен Трандафир                        | "Aripi de-aș avea"      | "Хотела бы я иметь крылья" | 440  | 12    |
| 9                   | Нарциса Сучу и Даниел Крэчун                                                                | "Cântă, dulce vis!"     | "Пой, сладкий сон!"        | 475  | 11    |
| 10                  | Моника Ангел                                                                                | "O femeie când iubește" | "Когда любит женщина"      | 620  | 2     |
| 11                  | Мэлина Олинеску                                                                             | "Eu cred"               | "Я верю"                   | 634  | 1     |
| 12                  | Sfinx Experience                                                                            | "Tu ești"               | "Ты"                       | 529  | 7     |

## На «Евровидении»
Согласно правилам конкурса Евровидение-1998 к участию допускаются страна-победительница прошлого выпуска, 18 стран, имеющих высокий средний балл по итогам прошлых пяти конкурсов и те страны, которые не участвовали в предыдущем выпуске, но транслировали его. Поскольку Румыния не принимала участие в Евровидение-1997, но транслировала его, то она была допущена к участию в 1998 году. Перед началом конкурса Би-би-си сообщила, что букмекеры поставили Румынию на 12-е место, наряду с Норвегией, Португалией и Эстонией. Мэлина Олинеску выступала под номером 15, между Португалией и Великобританией. К сожалению, прогнозы букмекеров не оправдались. По итогам голосования Румыния заняла 22-е место, набрав всего 6 очков, причём все они поступили от Израиля. Из-за плохого результата Румыния была не допущена к участию на конкурсе 1999 года, но могла принять участие на Евровидение-2000.
Хотя после удачной апробации процедуры телеголосования в 1997 году Европейский вещательный союз перевёл остальные страны на новую процедуру, Румыния была одной из трёх стран, которая продолжала использовать голоса членов жюри. 12 очков румынское жюри присудило фавориту конкурса, Великобритании. Дирижёром оркестра во время исполнения заявки был её композитор Адриан Ромческу.

### Голосование
| Очки      | Страна    |
| --------- | --------- |
| 12 баллов |           |
| 10 баллов |           |
| 8 баллов  |           |
| 7 баллов  |           |
| 6 баллов  | - Израиль |
| 5 баллов  |           |
| 4 балла   |           |
| 3 балла   |           |
| 2 балла   |           |
| 1 балл    |           |

| Очки      | Страна         |
| --------- | -------------- |
| 12 баллов | Великобритания |
| 10 баллов | Польша         |
| 8 баллов  | Ирландия       |
| 7 баллов  | Израиль        |
| 6 баллов  | Германия       |
| 5 баллов  | Словения       |
| 4 балла   | Кипр           |
| 3 балла   | Македония      |
| 2 балла   | Турция         |
| 1 балл    | Венгрия        |